# محوطه ترپاخ تپه
محوطه ترپاخ تپه مربوط به دوران پیش از تاریخ ایران باستان - است و در شهرستان ملایر، بخش جوکار، روستای حسین‌آباد شاملو واقع شده و این اثر در تاریخ ۲۲ مرداد ۱۳۸۴ با شمارهٔ ثبت ۱۳۳۵۹ به‌عنوان یکی از آثار ملی ایران به ثبت رسیده است ونیاز به کاوش دارد.